# Route impériale 75
De Route impériale 75 of De Metz à Strasbourg (Van Metz naar Straatsburg) was een Route impériale in Frankrijk. De route is opgesteld per keizerlijk decreet in 1811 en lag binnen het Franse Keizerrijk. De route werd later de Franse N55.

## Route
De route liep vanaf Metz via Château-Salins naar Sarrebourg, waar de weg verder liep als Route impériale 5 naar Straatsburg. Tegenwoordig loopt over dit traject de Franse N55, die is gedegradeerd tot departementale weg (D955).